# Blackface

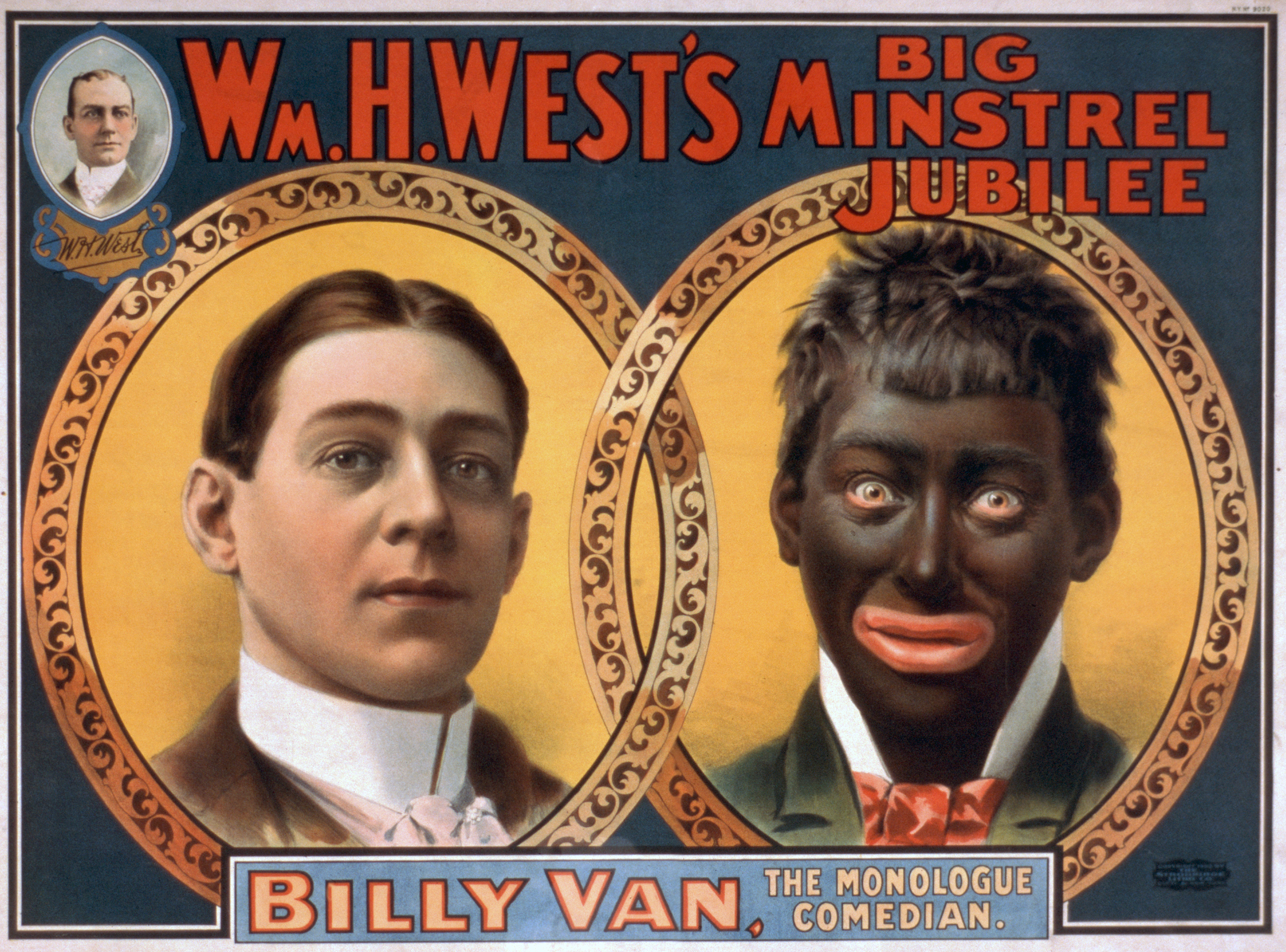
Denna reproduktion av en affisch från 1900 visar transformationen från vit till "svart".

Blackface är en typ av teatersminkning som anses skapa ett stereotypt porträtt av svarta. I USA användes blackface oftast inom minstrel-shower där vita skådespelare använde bränd kork och senare färg eller skoputs för att mörka huden och överdriva läpparna. De bar ofta peruk, handskar, slitna kläder med mera för att förstärka karikatyren. Även svarta skådespelare har uppträtt i blackface.
Blackface utgjorde en tradition inom amerikansk teater i ungefär 100 år och blev snabbt populär även i andra länder, särskilt Storbritannien, där traditionen levde kvar ännu längre. Blackface användes även i film, i exempelvis Nationens födelse (1915), Jazzsångaren (1927), Mammy (1930), Dansen går (1936), Sången från södern (1939), Vi på Broadway (1941), Värdshuset Fritiden (1942), Al Jolson (1946), Bamboozled (2000) och Dear White People (2014).
Kring mitten av 1900-talet förändrades attityderna kring hudfärg och rasism i USA och andra länder, vilket ledde till en förändrad attityd gentemot skådespeleri i blackface-smink. Blackfacesminkningen befäster stereotyper och förmedlar rasistiska föreställningar om den afroamerikanska kulturen till omvärlden. Karikatyren  och sminkningen lever dock fortfarande kvar, om än i begränsad utsträckning, oftast utanför USA, och orsakar ofta  kontroverser. Ett exempel är traditionen med Zwarte Piet i Belgien och Nederländerna som där spelar Sankt Nikolaus medhjälpare.  
Samtidigt som blackface rätteligen förknippas med rasism fanns det inte alltid en automatisk koppling. Al Jolson, som uppträdde flitigt i blackface-smink, var tämligen respekterad av svarta kollegor och publikationer.    

## Blackface i Sverige
Det mest berömda exemplet med blackface i Sverige är Alice Babs framträdande i filmen Resan till dej från 1953. I filmens huvudnummer Fjärran Sol och Måne är Babs helt svart från topp till tå. Hennes sång handlar om att hennes högsta önskan är att få vit hy. Dåtidens filmrecensenter reagerade starkt mot dessa textrader.